# Cesare Brancadoro
Cesare Brancadoro (né le 28 août 1755 à Fermo, dans l'actuelle région des Marches, alors dans les États pontificaux et mort le 12 septembre 1837 dans la même ville) est un cardinal italien du XIXe siècle.

## Biographie
Cesare Brancadoro est nommé archevêque titulaire de Nisibis (de) en 1789 et est consacré le 25 juillet 1790 par Andrea Antonio Silverio Minucci (it) avec comme co-consécrateurs Domenico Spinucci et Bartolomeo Bacher, avant d'être envoyé comme nonce apostolique en Flandre (en).
Le pape Pie VII le crée cardinal lors du consistoire du 23 février 1801. Il est nommé archevêque de Fermo en 1803.
Le cardinal Brancadoro refuse d'être présent au mariage de Napoléon Ier et est déporté à Reims en 1809. Il fait partie des « cardinaux noirs », qui sont interdits par Napoléon de porter les vêtements rouges de cardinal.
Il participe au conclave de 1823 lors duquel Léon XII est élu pape, mais ne participe pas à ceux de 1829 (élection de Pie VIII) et de 1830-1831 (élection de Grégoire XVI).

## Succession apostolique
Cesare Brancadoro a ordonné les évêques suivants :
- Évêque Adeodatus Papikian, C.M.V. (1800)
- Évêque John Connolly (en), O.P. (1814)
- Archevêque Giovan Francesco Compagnoni Marefoschi (it) (1816)